# Ytre Arna
Ytre Arna este o localitate din comuna Bergen, provincia Hordaland, Norvegia.